# VM-pokalen (fodbold)
VM-pokalen er en forholdsvis lille guldpokal, der overrækkes til vinderen af VM i fodbold. Pokalen repræsenterer alle verdens fodboldnationers håb og ambitioner. Siden det første VM i fodbold i 1930 har der været brugt to forskellige pokaler.

## Jules Rimet-pokalen
Jules Rimet-pokalen var den oprindelige præmie til vinderen af VM i fodbold. Oprindelig hed pokalen blot World Cup eller Coupe du Monde, men den blev omdøbt i 1946 til ære for FIFA's formand Jules Rimet, som i 1929 fik gennemført et forslag om at oprette en VM-turnering. Pokalen blev designet af Abel Lafleur, er 35 cm høj og vejer 3,8 kg og var lavet af guldbelagt sølv. Pokalen forestillede en statuette af den græske sejrsgudinde Nike.
Under 2. verdenskrig var pokalen i Italiens besiddelse. For at den ikke skulle falde i nazisternes hænder, gemte Ottorino Barassi fra det italienske fodboldforbund (Federazione Italiana Giuoco Calcio) pokalen under sin seng i en skotøjsæske.
Pokalen blev stjålet under en offentlig udstilling før VM 1966 i England, men den blev fundet kun syv dage senere af en hund der hed Pickles, indpakket i en avis og efterladt i en hæk i Norwood i det sydlige London. Som en sikkerhedsforanstaltning fik FIFA i dybeste hemmelighed fremstillet en kopi af pokalen til fejringerne efter VM-finalen. Kopien blev også brugt ved senere lejligheder indtil 1970, og den blev solgt ved en auktion i 1997 for $425.015.
Det brasilianske landshold vandt pokalen til ejendom i 1970 efter at have vundet VM for tredje gang. Pokalen blev imidlertid stjålet igen i 1983 og er aldrig blevet fundet igen – måske er den blevet smeltet om. Det brasilianske fodboldforbund (Confederação Brasileira de Futebol) udsendte i stedet endnu en kopi lavet af sølv, belagt med guld og en blå fod lavet af lapis lazuli.

## FIFA World Cup-pokalen
Pokalen, der afløste Jules Rimet-pokalen, kaldes officielt FIFA World Cup og blev første gang overrakt til vinderne af VM i fodbold 1974, Vesttyskland. Pokalen blev designet af Silvio Gazzaniga, er 36 cm høj og er lavet af 5 kg 18 karat (75 %) guld med en fod af malachit. Den forestiller to menneskelige figurer, der holder jordkloden. FIFA forærer formentlig ikke pokalen væk igen. VM-vinderne får lov at låne pokalen i fire år og modtager en kopi til ejendom. Det er ikke oplyst om FIFA vil "pensionere" pokalen, når alle navneplaketterne på pokalens fod er udfyldt, og dette vil tidligst ske efter VM i fodbold 2038.

## Vindere
Jules Rimet-pokalen
- Brasilien – 1958, 1962, 1970
- Uruguay – 1930, 1950
- Italien – 1934, 1938
- Vesttyskland – 1954
- England – 1966

FIFA World Cup
- Vesttyskland – 1974, 1990
- Argentina – 1978, 1986,  2022
- Brasilien – 1994, 2002
- Italien – 1982, 2006
- Frankrig – 1998, 2018
- Spanien – 2010
- Tyskland – 2014